# Cité du cinéma
 (octobre 2013).
Si vous disposez d'ouvrages ou d'articles de référence ou si vous connaissez des sites web de qualité traitant du thème abordé ici, merci de compléter l'article en donnant les références utiles à sa vérifiabilité et en les liant à la section « Notes et références ».
La Cité du cinéma est un pôle cinématographique[Quoi ?] créé et conçu par le réalisateur et producteur français Luc Besson, implanté à Saint-Denis en Seine-Saint-Denis, au nord de Paris. Elle est l'équivalent français de Cinecittà (Italie), de Pinewood (Royaume-Uni) ou de Babelsberg (Allemagne). Elle est inaugurée le 21 septembre 2012.

## Histoire

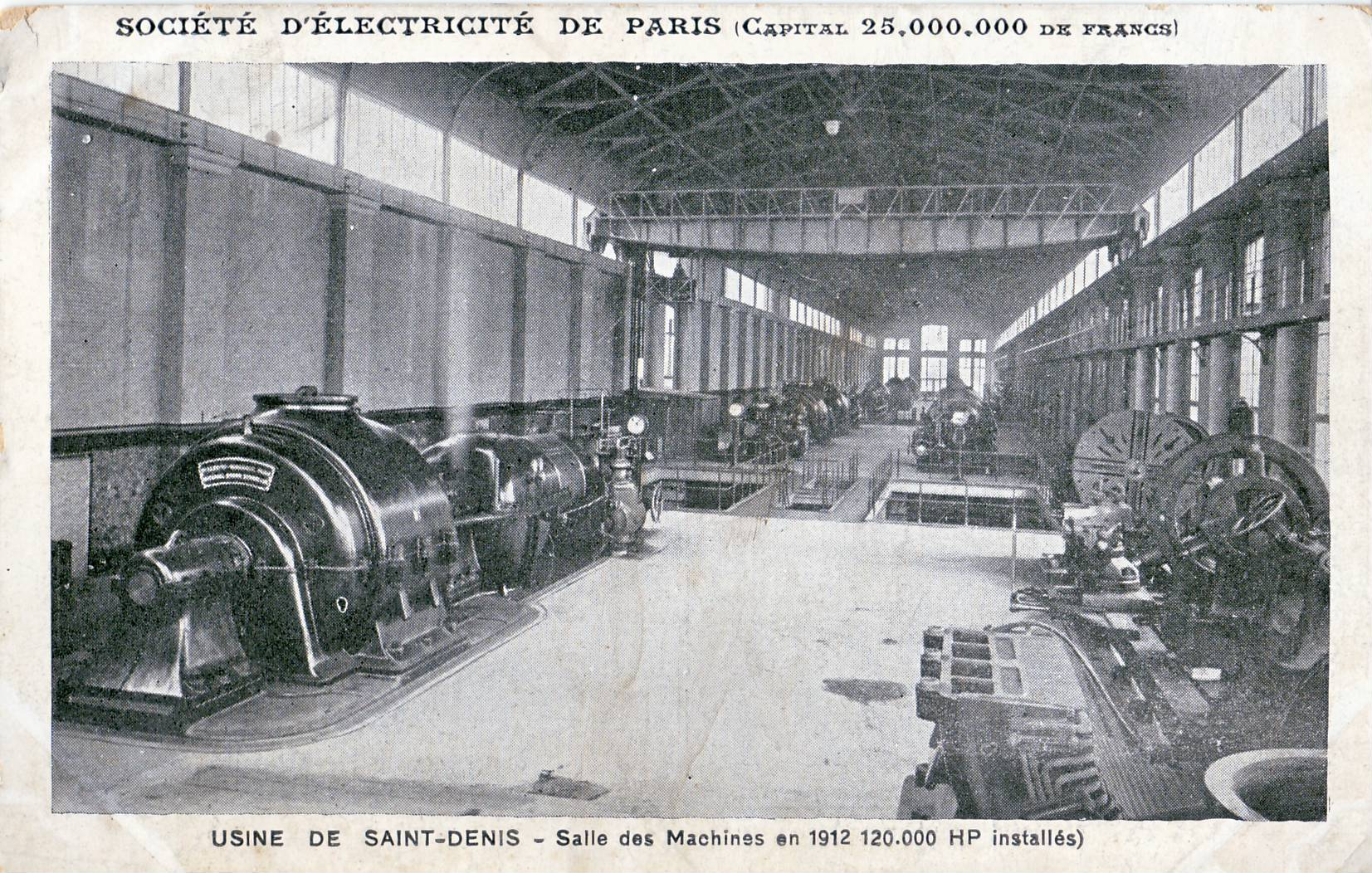
Salle des alternateurs de la centrale électrique de Saint-Denis en 1912.

Conçu en 2000 par Luc Besson, lancé en 2004, le projet nécessite de nombreux mois d'études techniques et financières. Le projet est soutenu par de grandes sociétés du secteur et de nombreuses petites et moyennes entreprises leaders dans leur domaine : développement de pellicules, loueur d'éclairage, etc. La Cité du cinéma a été financée par un partenariat public-privé et à 90 % par la Caisse des dépôts (plus de 150 millions).
Fin 2006, la société s'est rendue propriétaire du site qui appartenait à EDF et commence les travaux en mars 2010 qui se terminent en avril 2012. Date à laquelle le groupe Vinci a donné les clés au réalisateur, et locataire de la Cité jusqu'en 2024, Luc Besson.
La cité se développe sur le site de l'ancienne centrale thermique construite en 1930/1932. Elle est située entre la rue Ampère et la Seine. Elle est implantée à proximité du pôle-image de Plaine Commune qui compte une cinquantaine de studios de télévision (notamment à La Plaine Saint-Denis), et quatorze plateaux de cinéma (à Épinay-sur-Seine, Aubervilliers, Stains et Saint-Ouen).
La cité compte 15 000 m2 de bureaux et neuf plateaux de tournage.
La Cité du cinéma devait être inaugurée en mai 2012 en concordance avec le Festival de Cannes 2012 mais elle a finalement été repoussée au 21 septembre 2012 en présence de stars du cinéma et de personnalités publiques. À l'occasion de l'inauguration, un court-métrage de huit minutes sur la construction du complexe est projeté aux visiteurs.
Le premier film à être tourné dans les studios est Les Schtroumpfs 2 en juillet 2012.
En décembre 2013, le Parquet de Paris ouvre une enquête préliminaire sur le financement public de la Cité du cinéma,.
Le 5 février 2025, la société Seine et Watts annonce lors d'une conférence presse en présence des propriétaires (Banque des Territoires-Groupe Caisse des Dépôts et Vinci Immoibilier), du maire de Saint-Denis Mathieu Hanotin et différents partenaires la prise à bail de 12 000 m2 d'espaces au sein de la Cité du Cinéma afin de faire de celle-ci une destination culturelle et évenementiellevisant à accueillir 300 000 visiteurs par an.

## Événements

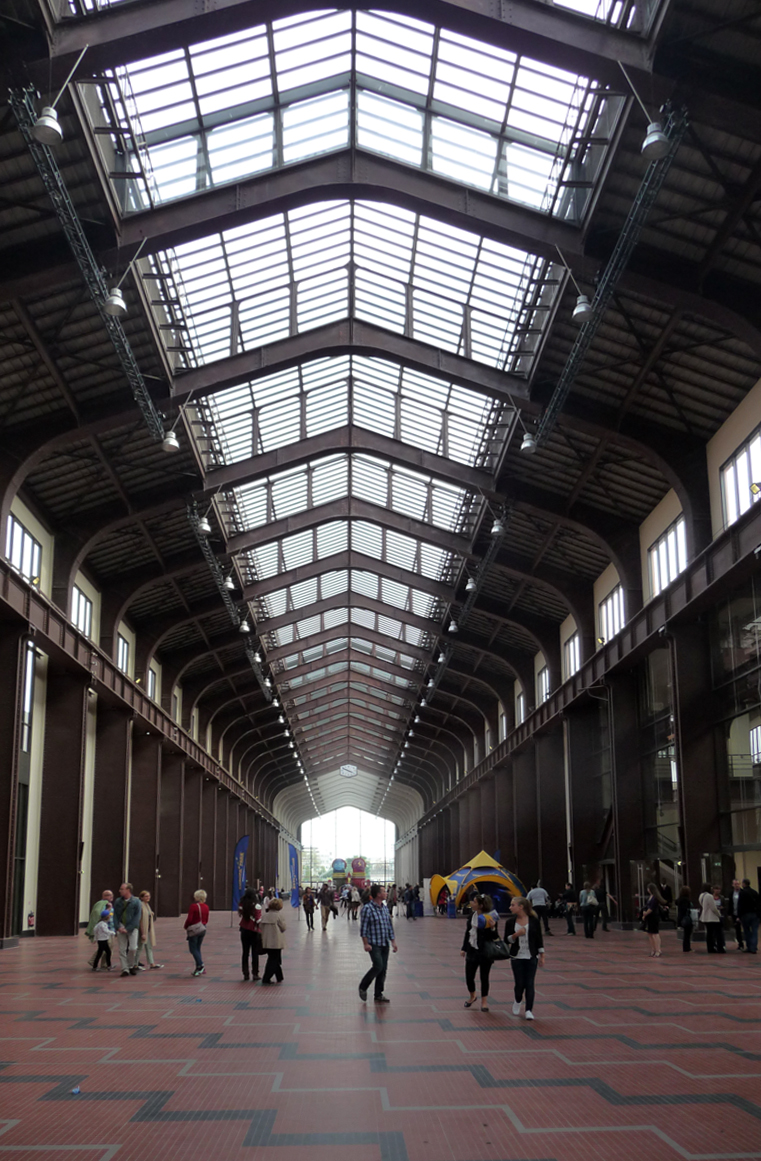
Vue intérieure de la nef centrale.

En mai 2013, la blogueuse Garance Doré fait un reportage sur l'École de la Cité, créée par Luc Besson, dont la holding Kering est partenaire.
Le 22 mai 2013, la Cité du cinéma reçoit l'ancien président des États-Unis Bill Clinton pour les trente ans de la découverte du sida. Pour cet événement organisé par Unitaid, plus de 400 personnalités publiques sont invitées.
Le 3 octobre 2013, la Cité du cinéma accueille 130 personnes pour le lancement de ses « soirées cinéma » dont le thème de la première édition est Bollywood. [réf. nécessaire]
Le 10 octobre 2013, le restaurant Le B.O. est inauguré en présence de personnalités publiques.
Le 6 décembre 2013, la FIA y organise son Gala annuel, le FIA Prize Giving 2013. 800 personnes y assistent en présence de Luc Besson et Jean Todt, ainsi que de nombreuses personnalités du sport automobile : Sébastien Loeb, Alain Prost, Loic Duval, Sebastian Vettel, Sébastien Ogier, Fernando Alonso, Mark Webber, Allan McNish, Tom Kristensen, Yvan Muller et Robert Kubica sont à l'honneur.
Du 15 février 2014 au 5 octobre 2014, l'exposition Star Wars Identities a lieu dans deux plateaux de tournage (le 8 et le 9) de près de 2 000 m2 où sont dévoilés plus de 200 pièces originales issues des archives du Lucas Arts Museum : maquettes, accessoires, costumes, croquis qui ont construit l'univers Star Wars de George Lucas.
Du 25 septembre 2014 au 13 novembre 2014, le studio no 5 accueille les primes du télé-crochet musical Rising Star, diffusé les jeudis soir sur M6.
Du 4 avril 2015 au 6 septembre 2015, l'exposition Harry Potter a lieu dans les studios où sont dévoilés certains décors des films, des costumes originaux et des créatures ayant servi aux tournages de la saga créée par J. K. Rowling,.
Du 13 avril 2018 au 2 septembre 2018, l'exposition Jurassic World a lieu dans les studios, où sont dévoilés les créatures ayant servi aux tournages de la saga créée par Michael Crichton,.
À l'occasion des Jeux olympiques d'été de 2024, la Cité du cinéma est transformée en cantine et terrain d’entraînement pour les athlètes.

## Locataires du site
- La société des Studios de Paris
- La socitéte Seine et Watts
- La société de transport du matériel spécialiste du cinéma Cinématrans.
- Les studios de post-production Digital Factory
- L'École nationale supérieure Louis-Lumière.
- La société de sécurité privée Guard Corp.
- La société de location de matériel audiovisuel Next Shot.
- Les sociétés de production audiovisuelle Le Code, DGC, De l'autre côté du Périph' (D.A.C.P), LK Publishing, Alien, Derrière le Futur, Irina Production, Pass Pass la Cam' et Le Temps Presse.
- Les sociétés de production de films Ajoz Films d'Ariel Zeitoun, Chez Wam d'Alain Chabat, EuropaCorp de Luc Besson, FEW de Dominique Farrugia, Kissman Productions de Jamel Debbouze et La Terre Tourne de Franck Carle.
- Les Studios de Paris.

## Chiffres
- 571 m2 pour la mezzanine : elle permet d'accueillir 500 personnes en cocktail et 380 personnes en repas assis.
- 1 129 m2 pour le restaurant : elle permet d'accueillir 1 500 personnes en cocktail et 1 000 personnes en repas assis.
- 4 280 m2 pour la nef centrale : 214 mètres de long, 20 mètres de large et 18 mètres de hauteur. Elle permet d'accueillir jusqu'à 4 500 personnes.
- 8 000 m2 pour l'École Louis Lumière.
- 11 000 m2 de plateaux de tournage : les plateaux 1 et 2 font 776 m2, les plateaux 3 et 4 font 1 045 m2, le 6e plateau 998 m2, le 7e plateau 792 m2, le 8e plateau 613 m2 et le 9e plateau 1 243 m2. Le plateau 5 est le plus grand avec une superficie de 2 068 m2. Les sols sont en béton lisse ou en bois selon les plateaux. De plus, ils ont une hauteur sous plafond de 16,5 m et possèdent des fosses de 80 à 400 m2 en fonction des plateaux, ainsi que la climatisation et le chauffage. Ils peuvent accueillir jusqu'à 600 personnes et jusqu'à 1 500 personnes pour le plateau 5, pour toutes sortes d'événements : convention, soirée dansante, workshop.
- 3 800 m2 de services communs (restaurant, cafétéria, conciergerie).
- 12 000 m2 de locaux d'activités consacrés au cinéma (loges, ateliers de peinture, menuiserie, serrurerie, magasins lumière et caméra, salles de montage).
- Le parking : 40 places en journée et 150 places en soirée.
- L'auditorium : 432 places destinées aux professionnels et à l'évènementiel. La scène est de 18 mètres de longueur sur 7 mètres de hauteur.
- Un coût de 140 millions d'euros : 130 millions par la Caisse des dépôts et consignations et 10 millions par Vinci.
- Architecte agence : Reichen et Robert - Direction : Jean François Authier, Marc Warnery, Bernard Reichen, Philippe Robert, Jacques Lissaragues, Marc Reiniche. Chef de projet : Clément Deodati.

## Équivalent de la cité du cinéma dans l'Europe
- Italie : Cinecittà à Rome
- Royaume-Uni : Pinewood à Londres
- Allemagne : Studios de Babelsberg à Berlin